# Вацлав Плоцкий
Вацлав Плоцкий (пол. Wacław Płocki; 1293 — 23 мая 1336) — князь плоцкий (1313—1336), единственный сын мазовецкого князя Болеслава II от второго брака с Кунегундой Чешской, представитель Мазовецкой линии Пястов.

## Биография

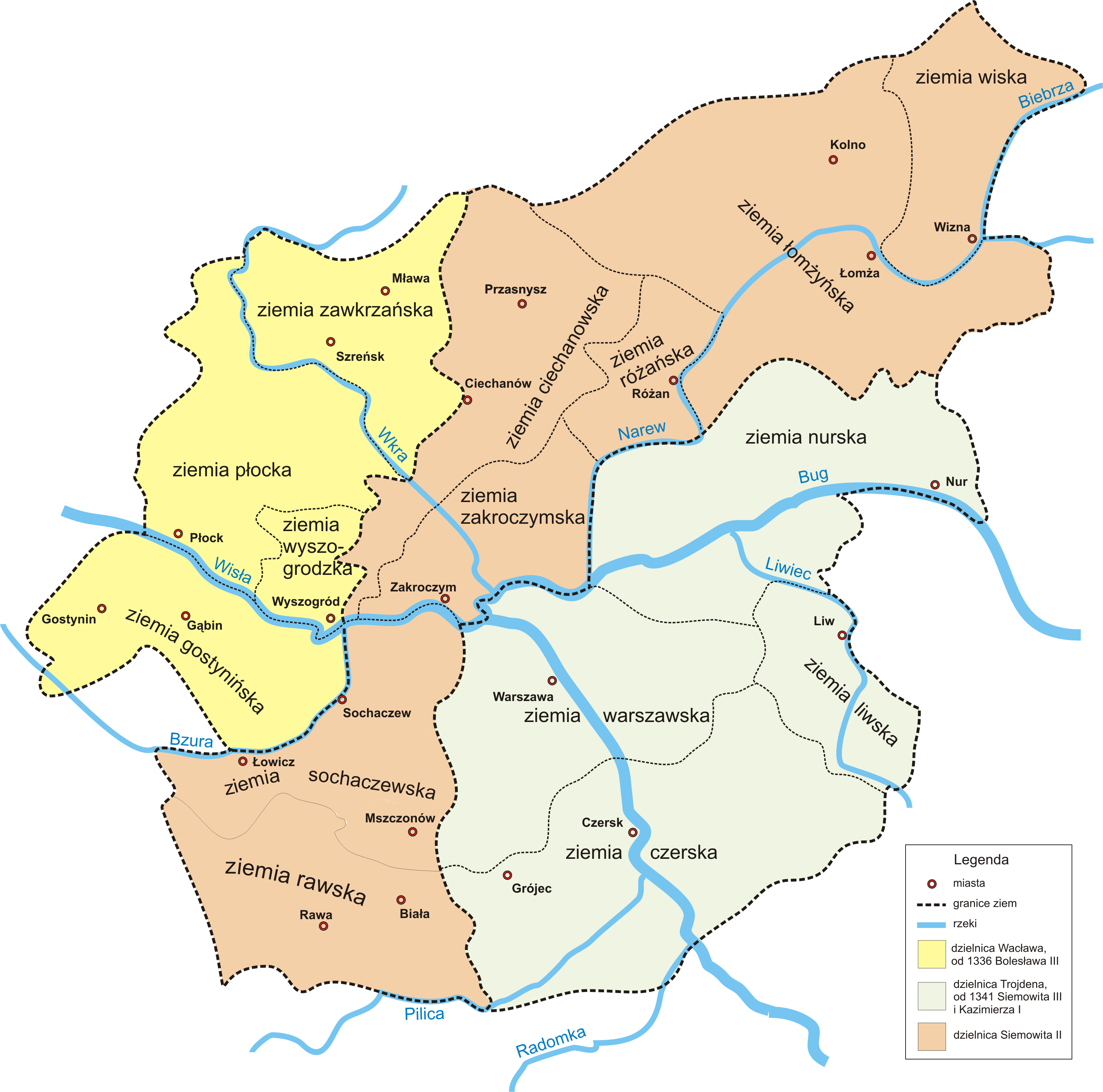
Раздел Мазовецкого княжества
(1313—1345)

В 1313 году после смерти своего отца, князя мазовецкого Болеслава II, Вацлав получил в удельное владение Плоцк. Его сводные братья, князья Земовит II и Тройден I, получили уделы еще при жизни отца.
Во время своего правления князь Вацлав Плоцкий старался старался вести сбалансированную политику в отношении своих соседей — Польского королевства и Тевтонского ордена. Ярким проявлением этой политики явился его отказ давать показания в 1320 году во время тевтонско-польского процесса в Иновроцлаве о принадлежности Гданьского Поморья. В апреле 1321 года князь Вацлав заключил в Голубе военный союз с Тевтонским Орденом (в лице ландмейстера Фридриха фон Вильденберга), направленный против Польши. Вацлав Плоцкий обязался не пропускать через свои владения литовцев, совершавших набеги на тевтонские владения в Пруссии. Несмотря на договор с Тевтонским орденом, Вацлав смог сохранить хорошие отношения с Великим княжеством Литовским. В 1323 году он разрешил литовским войскам пересечь его территорию и разорить Добжинское княжество.
В 1325 году польский король Владислав Локетек организовал карательный военный поход на владения Вацлава. Плоцкое княжество было опустошено, столица взята штурмом, разорена и сожжена. В ответ в январе 1326 года Вацлав Плоцкий заключил в Броднице союзный договор со своими старшими братьями, князем черским Тройденом и князем равским Земовитом, направленный против Польши. В следующем 1327 году Вацлав воевал на стороне тевтонских рыцарей-крестоносцев против короля польского Владислава Локетека.
В 1329 году князь Вацлав перешел на сторону польского короля Владислава Локетека. В ответ в том же году объединенное войско тевтонских рыцарей-крестоносцев и чешского короля Яна Люксембурга вторглось в Мазовию и осадило Плоцк. Князь Вацлав вынужден был капитулировать и сдаться на милость победителей. 29 марта 1329 года Вацлав Плоцкий признал свою вассальную зависимость от чешского короля Яна Люксембургского, претендовавшего на польский королевский престол.
23 мая 1336 года князь Вацлав Плоцкий скончался в Вышогруде. Он был похоронен в кафедральном соборе Плоцка. Ему наследовал его единственный сын Болеслав III.

## Семья
Был женат с 1316 года на Елизавете (Эльжбете) Гедиминовне (ок. 1302—1364), дочери великого князя литовского Гедимина (1316—1341). Дети:
- Болеслав III (1322/1330-1351), князь плоцкий и сохачевский,
- Анна Мазовецкая (1324—1363), жена с 1337 года князя жаганского и глогувского Генриха V Железного.